# Lexikální význam

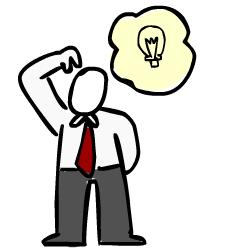
Odraz skutečnosti ve vědomí mluvčího

Lexikální význam je význam lexému ve vědomí uživatele, neboli jazykový odraz reality ve vědomí mluvčího.
Dílčí tvary lexému mají stejný lexikální význam, ale liší se významem gramatickým. Např. tvary kuře – kuřata mají odlišné gramatické významy, tj. singulár a plurál, jejich lexikální význam je ale stejný, tj. mládě od slepice. Vztah mezi oběma významy se liší v závislosti na jazyce (různé jazyky volí různé prostředky pro vyjádření – gramatické nebo lexikální).
Kromě významu lexikálního a gramatického rozlišujeme také význam slovotvorný, který lexikálnímu může odpovídat, např. učitel – ten, kdo učí, ale obvykle se tyto druhy významů liší v důsledku rozdílného jazykového vývoje, např. poručník – nikoli „kdo poroučí“, ale „kdo opatruje nezletilé dítě“.
Lexikální význam má svoji strukturu, kterou můžeme vyjádřit pomocí sémantických komponentů, tj. sémů.

## Pojmová a pragmatická složka
V rámci lexikálního významu je možné rozlišit složku pojmovou a pragmatickou:
- pojmová (nocionální) – tato složka se dále dělí na vrstvu denotativní, která vyjadřuje vztah k denotátu znaku, a vrstvu kolokační, jež odráží význam slova na základě jeho obvyklé kombinace (např. slunce – svítí)
- pragmatická – je tvořena vrstvou konotativní (asociativní), např. lev – silný, nebezpečný, král zvířat, a vrstvou afektivní (emocionální), která odráží pocity a emoce mluvčího; zahrnuje také zdvořilost.

Např. slovo otec spadá do složky pojmové, kdežto tatínek, taťka, tatík, tatíček do složky pragmatické.
Kromě výše uvedených jsou s větným zapojením lexému spjaty další dvě vrstvy – tematická a stylistická. Tyto vrstvy jsou na větném lexému závislé. Vrstva tematická je daná organizací textu, především slovosledem, a vrstva stylistická okolnostmi užití lexému.

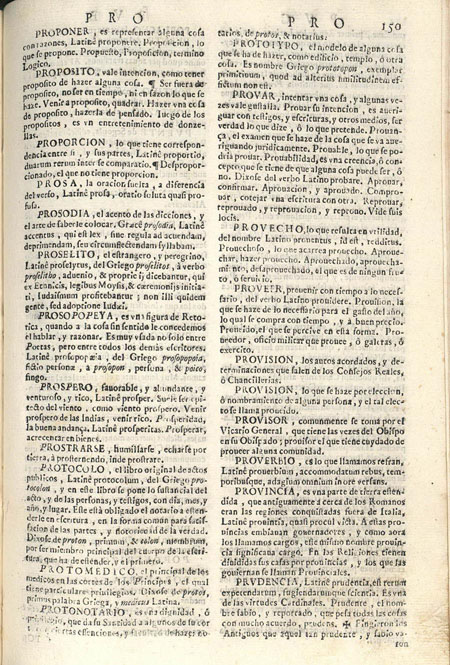
Výkladový slovník; ilustrační obrázek

## Popis a typy lexikálních významů
Lexikální význam má být lingvistický, přímý a měl by užívat prostředků vyskytujících se v centru jazykové oblasti. Lexikální význam je příznačný hlavně pro zpracování jednojazyčného výkladového slovníku, neměl by mít znaky encyklopedických slovníků.
1. podle kontextové zapojenosti – významy kontextově autonomní (většina slov, mohou vystupovat v různých kontextech) a kontextově vázané (např. "vezmu si kilo" v obchodě ve významu kilo brambor nebo rajčat ap.). Viz také autosémantika kontra synsémantika.
2. v rámci polysémního lexému – primární a sekundární (např. kohoutek, list, oko, pero, zebra, apod.)
3. podle frekvence – centrální (např. hlava, kočka) a periferní (např. kebule, míca)

## Příklady lexikálního významu předpon a přípon

### Předpony

#### Předpony domácí
- ne- : popírání významu základního slova (nepořádek, nekuřák, neštěstí)
- pra- : označuje starší nebo původní jevy, osoby (prababička, pračlověk)
- pa- : vyjadřuje nepravou podobnost (pakůň, paklíč)
- sou-, spolu- : společná činnost, dějovost (soutok, spolužák, spolupráce)
- nad-, pod- lokalizačně-organizační, viz také níže (nadporučík, podporučík)
- před- (předsíň, předvečer)
- proti- (protivítr, protikandidát)

#### Předpony cizí
- a-, i-/in-/im-, dis- : negativní význam (amorální, impotence, disfunkce)
- para- : podobnost (paraořech, parapsychologie)
- ex- : bývalý (exprezident, exmanžel)
- anti-, kontra- : opačný význam (anticena, kontrarevoluce)
- pseudo-, kvazi- : nepravost (pseudoumění, pseudonym)
- maxi-, mini- : hodně, málo (maxislevy, minibar)

### Přípony

#### Činitelské typy
Tj. pojmenování osob, odvozují se od sloves
- -tel: učitel, stavitel
- -č: holič, dlaždič
- -c(e): zástupce, správce
- -č(í):  mluvčí, rozhodčí
- -ník: tlumočník, pracovník
- -ák: divák, kuřák
- -ař/ář: lhář, kuchař
- -oun: šplhoun, mlsoun (pojmenování osob s charakteristickou činností, často hanlivé)

#### Cizí přípony
- -ant: demonstrant
- -ent: asistent
- -or: revizor
- -ista: propagonista
- -er/ér: boxer, režisér

Lexikální význam vybraných uvedených předpon a přípon je velmi důležitý i pro cizince, kteří se učí češtině. Z přípon jako -tel, -ník, může odvodit, že se jedná o živou osobu, jejíž činnost souvisí přímo se slovním základem (učit-učitel, řídit-ředitel, mít-majitel...). Podobně zkušenostní rámec českého komunikanta umožňuje rozšifrovat přípony a předpony cizí a jejich způsob ovlivnění slovotvorné báze (mini-sukně, pseudo-odborník...).